# The Leiden Collection
The Leiden Collection (ook wel The Leiden Gallery genoemd) is de kunstverzameling die de Amerikaanse zakenman Thomas S. Kaplan en zijn vrouw Daphne Recanati Kaplan vanaf het begin van de 21e eeuw hebben samengesteld. Kaplan (1962) is een ondernemer, historicus, filantroop en kunstverzamelaar, die zijn fortuin heeft gemaakt met investeringen in grondstoffen en edelmetalen. Hij is de voorzitter en Chief Investment Officer van The Electrum Group LLC, een in New York gevestigde onderneming die zich vooral richt op natuurlijke hulpbronnen.

## Kaplan als kunstverzamelaar
'The Leiden Collection' omvat circa 250 schilderijen en tekeningen, voornamelijk Nederlandse schilderkunst in de Gouden Eeuw met werk van de zeventiende-eeuwse Leidse fijnschilders, waaronder dertien schilderijen van Gerard Dou uit alle fases van zijn loopbaan. Andere onderdelen van de verzameling zijn de zeventiende-eeuwse portretreeks van de familie Craeyvanger, gemaakt door Gerard ter Borch, Caspar Netscher en Paulus Lesire, en het schilderij Zittende vrouw aan het virginaal uit 1670-1672 van Johannes Vermeer. Kaplan stelt zich ten doel zijn kunstverzameling niet voor zichzelf te houden, maar zoveel mogelijk open te stellen voor het publiek door exposities in musea.
In 2014 verscheen een publicatie naar aanleiding van een technische analyse van de schilderijen van Dou in de collectie.  In januari 2017 werd een online catalogus van de collectie beschikbaar gesteld met informatie over 175 van de schilderijen en tekeningen.
Ter gelegenheid van de tentoonstelling The age of Rembrandt and Vermeer. Masterpieces of the Leiden Collection in de Hermitage (Sint-Petersburg) werd Kaplan in september 2018 benoemd tot Officier in de Orde van Oranje-Nassau wegens zijn inzet voor de verspreiding van de Nederlandse cultuur.

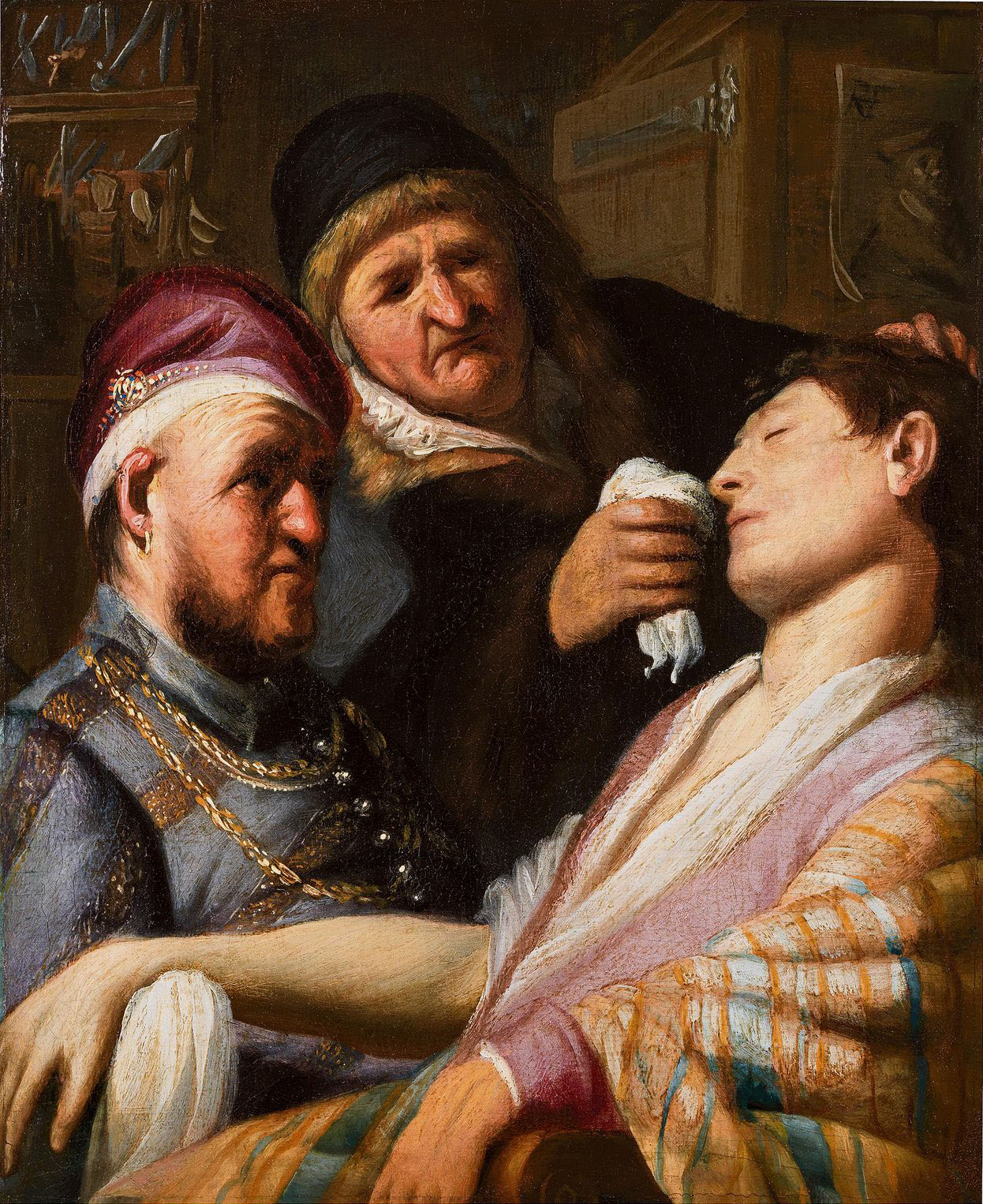
De reuk van Rembrandt van Rijn, 1624-1625
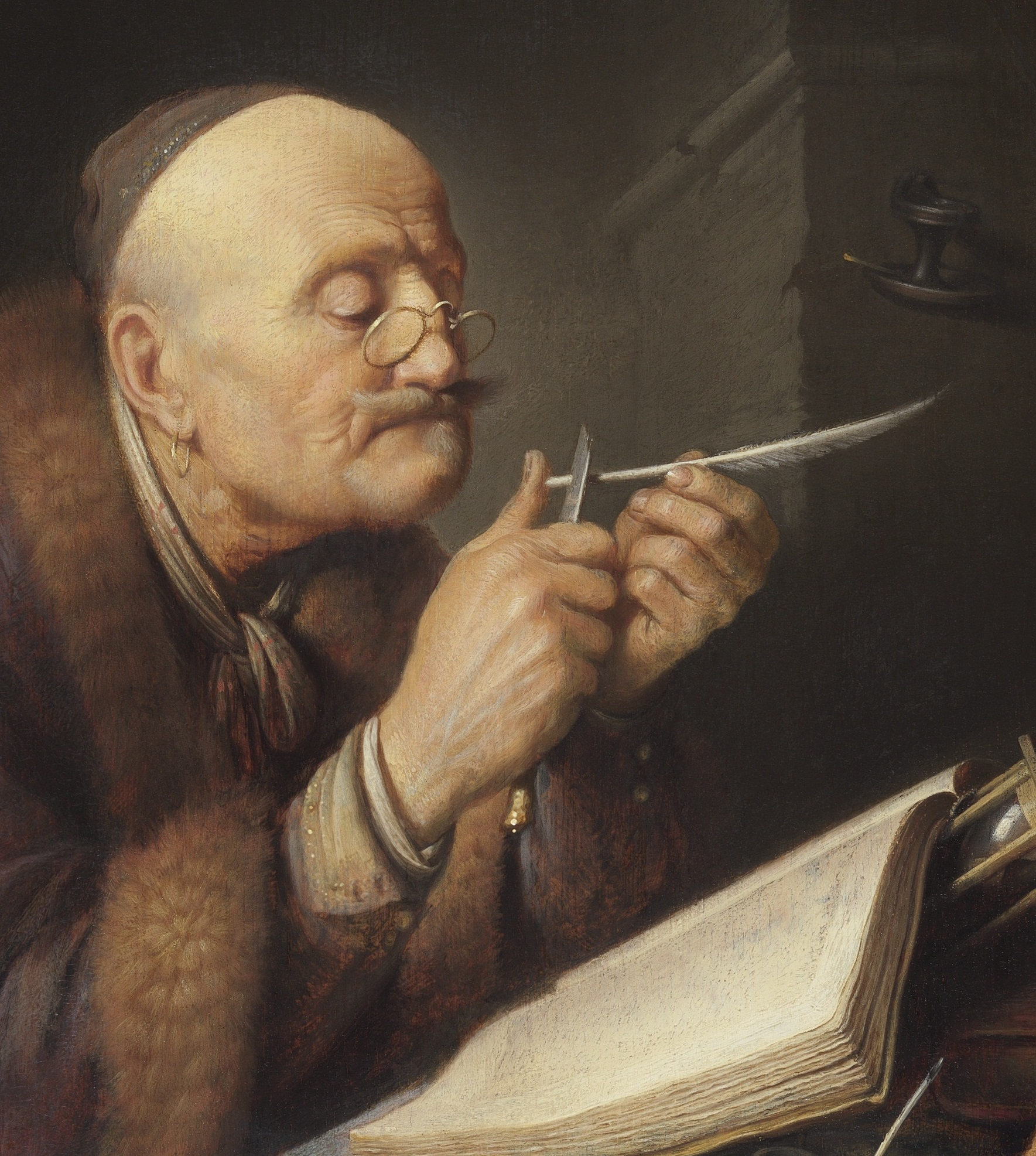
Gerrit Dou, Geleerde die zijn pen snijdt, 1633
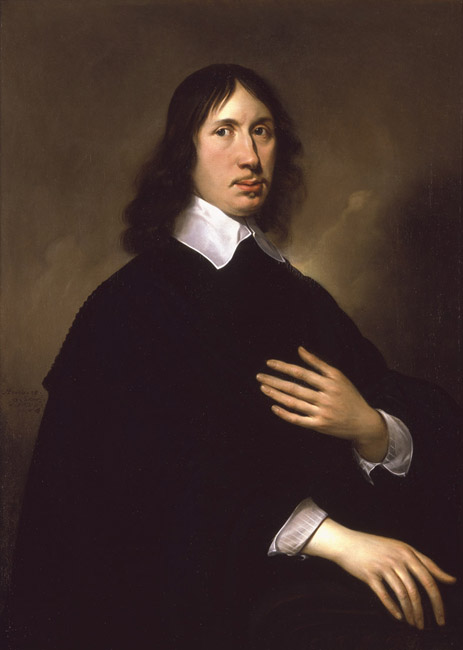
Paulus Lesire, Portret van Willem Craeyvanger, 1651
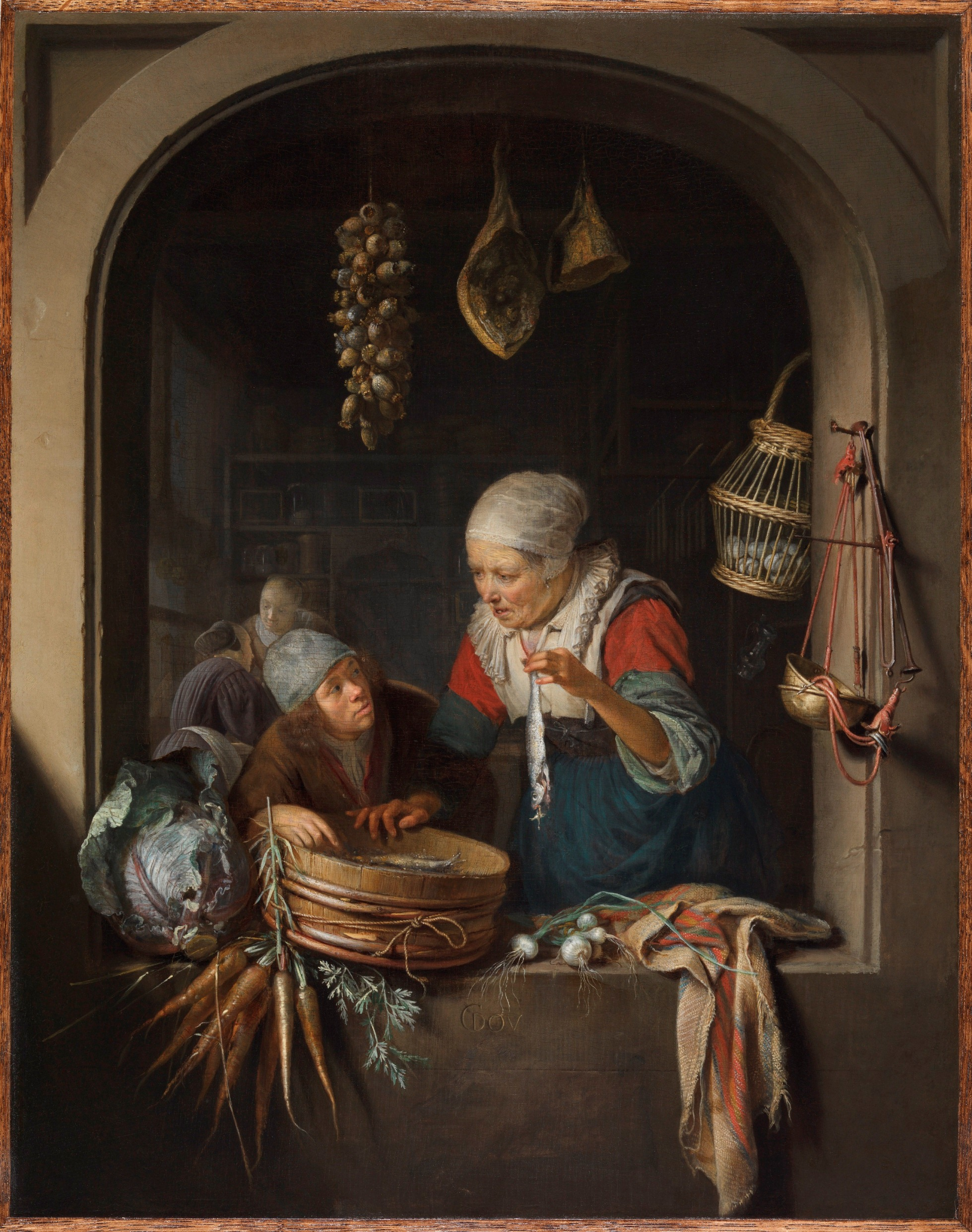
Gerrit Dou, Haringverkoopster met jongen, 1664
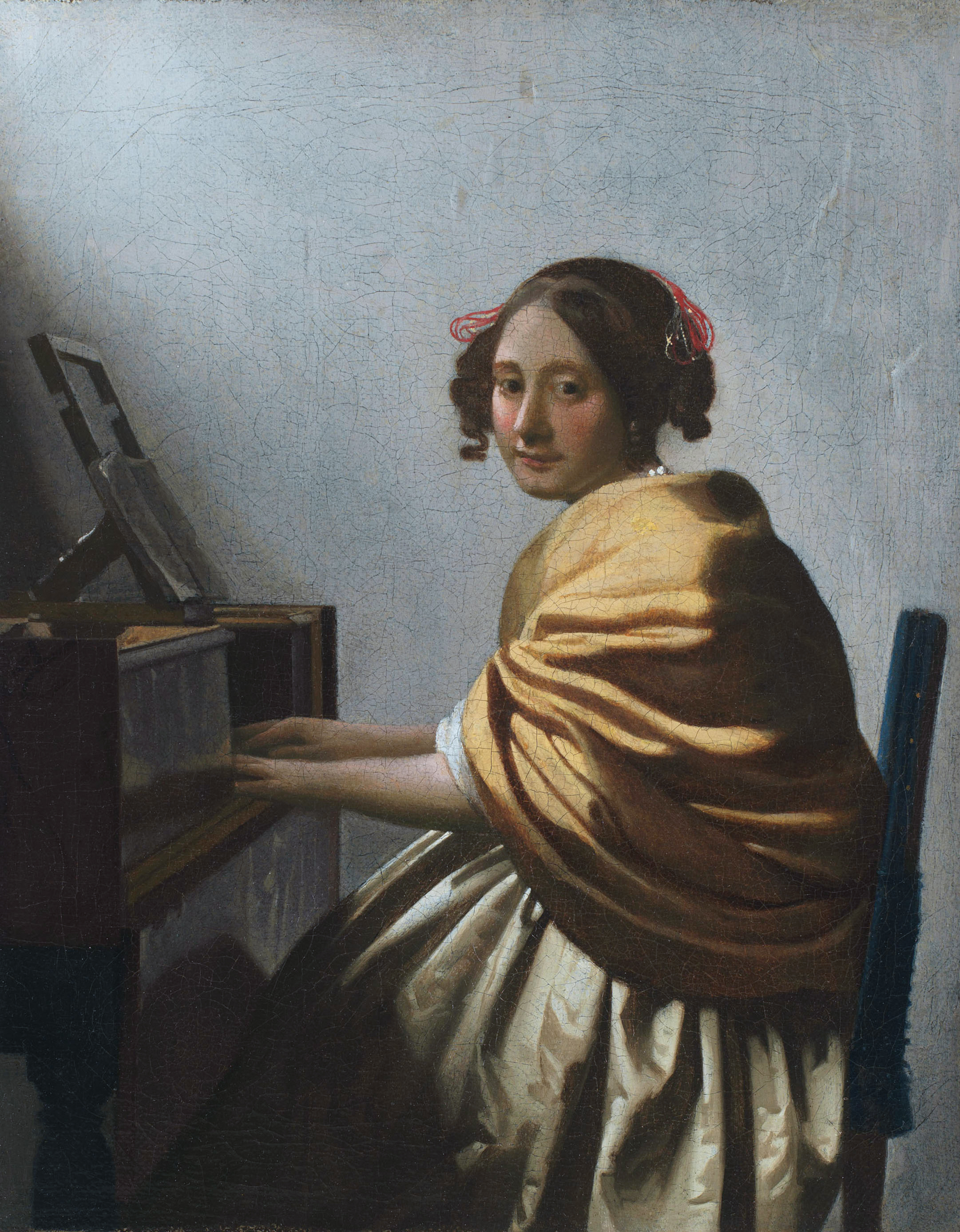
Johannes Vermeer, Zittende vrouw aan het virginaal, 1670-1672

## De vijf zintuigenvan Rembrandt van Rijn
In 2015 werd The Leiden Collection uitgebreid met een paneel genoemd De flauwgevallen jongeman of De reuk, een jeugdwerk van Rembrandt van Rijn. Op een veiling in Bloomfield, New Jersey ging het paneel voor 870.000 dollar onder de hamer, terwijl de richtprijs 800 dollar bedroeg. Het paneeltje van 20 cm hoog maakt deel uit van de allegorische reeks De vijf zintuigen van omstreeks 1624. Door deze aankoop vulde Kaplan, reeds eigenaar van De drie zangers (het gehoor) en De operatie (het gevoel) uit deze reeks, zijn Leiden Collectie aan. De brillenverkoper (het gezichtsvermogen) hangt in het Museum De Lakenhal in Leiden. Het vijfde paneel (over de smaak) is mogelijk verloren gegaan. Doordat op het paneel De reuk het monogram van Rembrandt (RF of RHF, Rembrandt Harmensz. fecit) voorkomt en de vier panelen qua opbouw en stijl overeenkomen, stellen onderzoekers met zekerheid dat de vijf zintuigen een reeks vormen en tot Rembrandts vroege werk behoren. De vier bekende paneeltjes van de reeks stelde men in het voorjaar 2017 ten toon in het Amsterdamse Rembrandthuis.

## Tentoonstellingen (selectie)
- 9 april 2025 - 24 augustus 2025, Van Rembrandt tot Vermeer, meesterwerken van The Leiden Collection, H'ART Museum Amsterdam[10]
- 4 februari 2023 - 27 augustus 2023, Rembrandt & tijdgenoten, historiestukken uit The Leiden Collection, Hermitage, Amsterdam[11]
- 22 februari 2017 - 22 mei 2017, Le siècle de Rembrandt, Louvre, Parijs
- 11 maart 2014 - 31 augustus 2014, Gerrit Dou. The Leiden Collection from New York, Museum De Lakenhal Leiden
- 26 oktober 2013 - maart 2014, Vermeer’s Young Woman Seated at a Virginal, Philadelphia Museum of Art
- 29 september 2013 - 17 augustus 2014, Gerard ter Borch, Caspar Netscher, Paulus Lesire - De Familie Craeyvanger, Museum de Fundatie Zwolle
- 22 februari 2013 - 15 september 2013, De hele familie Craeyvanger, Bonnefantenmuseum Maastricht
- 28 oktober 2012 - 17 februari 2013, Die Craeyvangers – Porträts einer holländischen Familie, Suermondt-Ludwig-Museum Aken (Duitsland)
- 21 februari – 10 juni 2012, Where darkness meets light: Rembrandt and his contemporaries: the Golden Age of Dutch art, Sakıp Sabancı Museum Istanboel (Turkije)
- 2 maart 2011 - 12 februari 2012, Familie Craeyvanger, Museum Het Valkhof Nijmegen
- 10 februari 2010 - 16 januari 2011, De hele familie Craeyvanger, Mauritshuis Den Haag

## Catalogi
Externe link
- (en)  The Leiden Collection, online catalogus.

Boekuitgaven
- Blaise Ducos, Dominique Surh (red.): Le siècle de Rembrandt. Chefs-d’oeuvre de la Collection Leiden. The Age of Rembrandt. Masterpieces of the Leiden Collection. The Leiden Collection, New York, 2017. ISBN 978-2-7572-1215-8
- Thomas S. Kaplan, Lara Yeager-Crasselt (red.): Ėpocha Rembrandta i Vermeera. Sedevry Lejdenskoj kollekcii. The Age of Rembrandt and Vermeer. Masterpieces of The Leiden Collection. Poesjkinmuseum, Moskou, 2018. ISBN 978-5-4330-0111-4
- Blaise Ducos, Lara Yeager-Crasselt (red.): Rembrandt, Vermeer and the Dutch Golden Age. Masterpieces from The Leiden Collection and the Musée du Louvre. Saqi Books, London, 2019. ISBN 978-0-86356-321-8